# Brie (Somma)
Brie – miejscowość i gmina we Francji, w regionie Hauts-de-France, w departamencie Somma.
Według danych na rok 2011 gminę zamieszkiwało 345 osób, a gęstość zaludnienia wynosiła 50 osób/km² (wśród 2293 gmin Pikardii Brie plasuje się na 693. miejscu pod względem liczby ludności, natomiast pod względem powierzchni na miejscu 705.).